# امبت انرژی
امبت انرژی (به انگلیسی: Ambit Energy) یک شرکت آمریکایی بازاریابی چند سطحی است که خدمات گاز طبیعی و برق را در بازارهای انرژی ایالات متحده که محدویت شان برداشته شده است است ارائه می‌دهد. دفاتر مرکزی شرکت در دالاس، تگزاس و ستاد اجرایی آن در پلانو در تگزاس واقع شده‌است. امبت انرژی در ادیسن تگزاس در سال ۲۰۰۶ توسط جر تامسون جی.آر. (به انگلیسی: Jere Thompson Jr) و کریس چمبلس (به انگلیسی: Chris Chambless) پایه‌گذاری شد.